# Њу Вајтланд (Индијана)
Њу Вајтланд (енгл. New Whiteland) град је у америчкој савезној држави Индијана.

## Демографија
По попису из 2010. године број становника је 5.472, што је 893 (19,5%) становника више него 2000. године.
| Група             | 2000.         | 2010.         |
| Белци             | 4.495 (98,2%) | 5.229 (95,6%) |
| Афроамериканци    | 0 (0,0%)      | 24 (0,4%)     |
| Азијати           | 14 (0,3%)     | 53 (1,0%)     |
| Хиспаноамериканци | 39 (0,9%)     | 110 (2,0%)    |
| Укупно            | 4.579         | 5.472         |